# Heinrich Braun (écrivain)
Pour les articles homonymes, voir Braun et Heinrich Braun.
Œuvres principales
Annalen für soziale Politik und Gesetzgebung (1912-1919)
Henrich Braun est un journaliste, écrivain et homme politique allemand, né en 1854 à Leipzig et mort en 1927 à Berlin.
Militant social-démocrate, il a publié sur les problèmes sociaux. Il a été ministre dans le gouvernement Hirsch (de) de l’État libre de Prusse en 1919.

## Biographie
Après avoir fréquenté des écoles privées de Leipzig et de Vienne où il a pour camarade de classe Sigmund Freud, Braun étudie le droit, l'économie et l'histoire à Vienne, Strasbourg, Göttingen, Berlin et Halle-Wittenberg.
Au début de ses études, Braun se lie d'amitié avec Victor Adler, qui épouse la sœur d'Heinrich, Emma Braun, devenue Emma Adler. Influencé par la pensée de Lorenz von Stein, il se convertit très tôt au socialisme. À la fois juif et socialiste, la carrière universitaire lui est fermée. En 1879, il s'inscrit au Parti ouvrier socialiste (Sozialistische Arbeiterpartei ou SAP) dont il assure le secrétariat en 1887, et qui prend le nom de Parti social-démocrate d'Allemagne (Sozialdemokratische Partei Deutschlands ou SPD) en 1890. En 1895, Braun épouse l'écrivaine féministe Lily Gizycki.
En 1903, Braun est élu député au Reichstag, mais dès l'année suivante, son élection est annulée. De tendance réformiste ou révisionniste, il prône l'alliance avec l'aile gauche de la démocratie bourgeoise. Le 24 mars 1919, après la révolution et l'élection d'une assemblée constituante prussienne, il devient ministre de l’Agriculture dans le gouvernement socialiste formé sous la présidence de Paul Hirsch (de).

### Publications

#### Périodiques
- Die Neue Zeit, avec Karl Kautsky, 1883.
- Archiv für soziale Gesetzgebung und Statistik, 1888-1903.
- Sozialpolitisches Centralblatt (de), 1891-1895.
- Die neue Gesellschaft, 1903-1904.
- Annalen für soziale Politik und Gesetzgebung, Springer, Berlin, 1912-1919.

#### Livres
- 1881 : Friedrich-Albert Lange als Sozialökonom nach seinem Leben und seinen Schriften (thèse de doctorat), université de Halle-Wittenberg.
- 1911 : Versicherungs-mathematische Abhandlungen  (avec Julius Altenburger et al.), Berlin, Mittler, coll. « Veröffentlichungen des Deutschen Vereins für Versicherungs-Wissenschenschaften » (no 20).
- 1912 : Preissteigerung und Reallohnpolitik  (avec Stephan Bauer et Irving Fisher), Berlin, Verlag von Julius Springer.
- 1932 : Lebensversicherung, Berlin, Mittler, coll. « Versicherungsbibliothek » (no 9).
- 1956 : Industrialisation and Social Policy in Germany, Cologne, Carl Heymanns, coll. « Schriften des Deutschen Vereins für Öffentliche und Private Fürsorge ».

### Sur Heinrich Braun
- (de) Julie Braun-Vogelstein (de)[1], Ein Menschenleben : Heinrich Braun und sein Schicksal, Tübingen, Rainer Wunderlich Verlag, 1932.
- (de) Julie Braun-Vogelstein, Heinrich Braun : Ein Leben für den Sozialismus, Stuttgart, Deutsche Verlags-Anstalt, 1967, 383 p. (OCLC 492992630).
- (en) A. Thomas Lane (éd.), Biographical Dictionary of European Labor Leaders, vol. 1 : A-L, Westport (Connecticut) et Londres, Greenwood Press, 1995 (ISBN 0-313-26456-2, présentation en ligne), p. 135-137.
- (de) Elisabeth Heimpel (de), « Braun, Heinrich », dans Neue deutsche Biographie, vol. 2, Berlin, Duncker et Humblot, 1971 (1re éd. 1955) (lire en ligne), p. 546.
- (de) Franz Osterroth, Biographisches Lexikon des Sozialismus, vol. 1, Hanovre, Dietz, 1960 (OCLC 492366224).
- (de) Ingrid Voss, « Heinrich Braun und Die Neue Gesellschaft », dans Michel Grunewald (éd.) et Hans Manfred Bock (éd.), Le Milieu intellectuel de gauche en Allemagne, sa presse et ses réseaux (1890-1960) / Das linke Intellektuellenmilieu in Deutschland, seine Presse und seine Netzwerke (1890-1960), Berne, Berlin, Bruxelles, Francfort, New York, Oxford et Vienne, Lang, coll. « Convergences » (no 24), 714 p. (ISBN 3-906768-78-3 et 978-3-906768-78-6, OCLC 611880354), p. 55-74.
- (de) « Braun, Heinrich », dans Wilhelm Kosch et Eugen Kuri, Biographisches Staatshandbuch : Lexikon der Politik, Presse und Publizistik, vol. 2, Berne et Munich, A. Francke Verlag, 1963 (OCLC 612721653), p. 153.